# 蘭德爾 (明尼蘇達州)
蘭德爾（英語：Randall）是一個位於美國明尼蘇達州莫里森縣的城市。

## 歷史
蘭德爾於1890年成立，1899年設立營運至今的郵局，1900年升格為城市。此地得名自鐵路公司老闆約翰·H·蘭德爾（John H. Randall）。

## 人口
根據2020年美國人口普查的數據，蘭德爾的面積為5.18平方千米，皆為陸地。當地共有人口607人，而人口密度為每平方千米117人。